# 9615 Hemerijckx
9615 Hemerijckx (1993 BX13) là một tiểu hành tinh vành đai chính được phát hiện ngày 23 tháng 1 năm 1993 bởi E. W. Elst ở Đài thiên văn Nam Âu.